# Капустин, Анатолий Владимирович
Анатолий Владимирович Капустин (род. 10 января 1939 года в городе Бобруйске, Могилевской области, Белорусская ССР, СССР) — советский и российский профсоюзный и политический деятель, депутат Государственной Думы ФС РФ первого созыва (1993—1995).

## Биография
В 1968 году получил высшее образование в Ленинградском горном институте.
С 1982 по 1988 год работал в профсоюзе рабочих угольной промышленности Сахалинской области в должности главы территориального комитета. С 1990 по 1993 год работал в Центральном комитете профсоюзов рабочих угольной промышленности заместителем председателя Центрального комитета.
Весной 1989 года избран народным депутатом СССР о от профессиональных союзов.
В 1993 году был избран депутатом Государственной думы Федерального Собрания Российской Федерации первого созыва. Входил во фракцию Либерально-демократической партии России.
В Государственной думе I созыва был членом комитета по промышленности, строительству, транспорту и энергетике.